# Kineski nacionalni muzej
Kineski nacionalni muzej (kineski: 中国国家博物馆; pinyin: Zhōngguó guójiā bówùguǎn) je muzej smješten na istočnoj strani Tiananmenskog trga u Pekingu. Muzejom izravno upravlja Kinesko ministarstvo kulture, a posvećen je isključivo kineskoj umjetnosti. Jedan je od najvećih muzeja u svijetu, a s gotovo 7,6 milijuna posjetitelja godišnje (2016.), Kineski nacionalni muzej je najposjećeniji muzej na svijetu.

## Povijest
Muzej je osnovan 2003. godine spajanjem dvaju odvojenih muzeja koji su se nalazili u istoj zgradi od 1959. godine, Muzeja kineske revolucije iz sjevernog krila (koji je osnovan 1950., posvećen kineskoj revoluciji), i Nacionalnog muzeja kineske povijesti iz južnog krila zgrade (koji je osnovan 1912., posvećen kineskoj kulturnoj baštini).
Zgrada je izgrađena 1959. kao jedna od „Deset velikih zgrada” kojima se proslavila desetogodišnjica osnivanja Narodne Republike Kine. Nalazi se kao par Velike dvorane naroda, koja je izgrađena istom prilikom na suprotnom kraju trga. Zgrada pokriva 6,5 hektara i pročelje dugo 313 m, s četiri kata ukupne visine od 40 m, te širine od 149 m. Ulazni trijem je uokviren s tradicionalnim kineskim tornjevima i ima deset kvadratičnih stubova.
Nakon četverogodišnje obnove, koju je izvela njemačka tvrtka „Gerkan, Marg i partneri”, muzej je otvoren 17. ožujka 2011. god. Muzej je dobio 28 novih dvorana, skladišne prostorije za državnu umjetničku kolekciju i gotovo trostruko većim izložbenim prostorom (ukupan izložbeni prostor sada ima gotovo 200.000 m²).

## Kolekcija
Muzejska kolekcija pokriva cijelu kinesku povijest od Juanmouskog čovjeka (starog 1,7 milijuna godina) do konca posljednje kineske dinastije Qing i Kineske revolucije. Muzej posjeduje stalni postav od 1.050.000 predmeta, od kojih su mnogi unikatni ili rijetki predmeti kojih nema niti jedan drugi muzej u svijetu.
Među najdragocjenijim predmetima u muzejskoj kolekciji su Hòumǔwù ding iz dinastije Shang (najteža brončana posuda na svijetu, teška 832,84 kg), Fu (računaljka) u obliku tigra iz dinastije Qin, Pogrebna odijela od žada iz dinastije Han, te opsežna kolekcija trobojnih keramičkih figura (sancai) iz dinastije Tang i porculana dinastije Song.

### Kronološka galerija odabranih izložaka
- Najstarija frula od kosti, neolitička Peiligang kultura
- Neolitička urna iz Miaodigoua, Yangshao kultura
- Neolitička ploča od žada, Hongshan kultura
- Houmuwu ding
- Zun s četiri ovnovske glave na kutovima, 11.-10. stoljeće pr. Kr.
- Brončani Baiyue mač s ljudskim licem
- Terakotni konj i dva vojnika (terakota vojska) iz grobnice kralja Qina, 210. pr. Kr.
- Grobno odijelo od žada kralja Liua Xiua, 55. pr. Kr.
- Fu (računaljka) u obliku tigra iz dinastije Han
- Brončana posuda s bikovima iz Jinninga, dinastija Han
- Sancai keramički konj iz 7.-8. st.
- Sogdijanski glazbenici na devi, sancai figura iz dinastije Tang
- Zidni reljef iz grobnice Wanga Chuzhija, 10. st.
- Zlatni ukras za glavu iz Unutarnje Mongolije
- Željezni magični kvadrat iz dinastije Yuan
- Porculanska vaza iz dinastije Ming
- Lu Ji, Fazan i grm kamelija, 16. st.
- Crvena lakirana kutija iz dinastije Qing
- Pastelom ukrašena porculanska vaza cara Qianlonga, 18. st.
- Giuseppe Castiglione, Borovi i ždralovi u proljeće, druga polovica 18. st.

## Vanjske poveznice
- Službene stranice muzeja  Arhivirana inačica izvorne stranice od 3. siječnja 2013. (Wayback Machine)